# KFNB VI
A kkStB 67 sorozat és a kkStB 167 sorozat tehervonati szerkocsis gőzmozdony-sorozat volt a cs. kir. osztrák Államvasutaknál (k.k. Staatsbahn, kkStB), amely mozdonyok eredetileg a Ferdinánd császár Északi Vasúté (Kaiser Ferdinands Nordbahn, KFNB) voltak.
| A mozdonyok részletes műszaki adatai                                           | A mozdonyok részletes műszaki adatai                                           | A mozdonyok részletes műszaki adatai                                           |
| KFNB VI kkStB 67 sorozat kkStB 167 sorozat ČSD 304.0 sorozat ČSD 304.1 sorozat | KFNB VI kkStB 67 sorozat kkStB 167 sorozat ČSD 304.0 sorozat ČSD 304.1 sorozat | KFNB VI kkStB 67 sorozat kkStB 167 sorozat ČSD 304.0 sorozat ČSD 304.1 sorozat |
| ------------------------------------------------------------------------------ | ------------------------------------------------------------------------------ | ------------------------------------------------------------------------------ |
| KFNB VI 387 „MICHALKOWITZ“ később kkStB 67.01                                  |                                                                                |                                                                                |
| KFNB VI 386 „PETERSWALD“ később kkStB 167.02                                   |                                                                                |                                                                                |
| Műszaki adatok                                                                 |                                                                                |                                                                                |
| Pályaszám:                                                                     | 387–390 kkStB 67.01-04 CSD 304.01-03                                           | 385, 386 kkStB 167.01-02 CSD 304.101                                           |
| Gyártó:                                                                        | Bécsújhely                                                                     | Floridsdorf                                                                    |
| Darabszám:                                                                     | 4                                                                              | 2                                                                              |
| Gyártásban:                                                                    | 1873                                                                           | 1880                                                                           |
| Jelleg:                                                                        | C n2t                                                                          | C n2t                                                                          |
| Hossz:                                                                         | 9130 mm                                                                        | 9435 mm                                                                        |
| Magasság:                                                                      | 4190 mm                                                                        | 4186 mm                                                                        |
| Hajtókerék-átmérő:                                                             | 1186 mm                                                                        | 1186 mm                                                                        |
| Csatolt kerekek tengelytávolsága:                                              | 3100 mm                                                                        | 3100 mm                                                                        |
| Össztengelytávolság:                                                           | 3100 mm                                                                        | 3100 mm                                                                        |
| Üres tömeg:                                                                    | 32,0 t                                                                         | 32,0 t                                                                         |
| Tapadási tömeg:                                                                | 41,0 t                                                                         | 41,0 t                                                                         |
| Szolgálati tömeg:                                                              | 41,0 t                                                                         | 41,0 t                                                                         |
| Hengerek száma:                                                                | 2                                                                              | 2                                                                              |
| Hengerátmérő:                                                                  | 410 mm                                                                         | 434 mm                                                                         |
| Dugattyúlöket:                                                                 | 632 mm                                                                         | 632 mm                                                                         |
| Csőfűtőfelület:                                                                | 84,5 m²                                                                        | 89,8 m²                                                                        |
| Sugárzó fűtőfelület:                                                           | 6,30 m²                                                                        | 6,10 m²                                                                        |
| Rostélyfelület:                                                                | 1,50 m²                                                                        | 1,50 m²                                                                        |
| Gőznyomás:                                                                     | 11,0 at                                                                        | 10,3 at                                                                        |
| Vízkészlet:                                                                    | 4,0 m³                                                                         | 4,6 m³                                                                         |
| Tüzelőanyagkészlet:                                                            | 1,6 m³                                                                         | 2,1 m³                                                                         |

## Története
A KFNB a VI sorozat mozdonyait a Mährisch Ostrau–Dombrau bányavasútnál állították szolgálatban. A Bécsújhelyi Mozdonygyár 1873-ban szállította ezt a 4 db C tengelyelrendezésű mozdonyt a KFNB-nek. A mozdonyok 387-390 pályaszámokat és a MICHALKOWITZ, PECHNIK, JAWORZNO, HRANECZNIK neveket kapták. 1880-ban a Floridsdorfi Mozdonygyár is szállított két hasonló mozdonyt, amit szintén a VI sorozatba osztottak be 385 és 386 pályaszámokon, valamint a HERMENEGILD és PETERSWALD nevekkel.
A KFNB államosításakor a kkStB a bécsújhelyi mozdonyokat a 67 sorozatba, a floridsdorfiakat pedig a 167 sorozatba osztotta be.
Az első világháború után valamennyi 67 és 167 sorozatú mozdony a Csehszlovák Államvasutakhoz (ČSD) került, előbbiek a ČSD 304.0 sorozatba, utóbbiak a ČSD 304.1 sorozatba. A 304.101-et 1925-ben a Kromerzsízsi Cukorgyár, a 304..102-t 1920-ban a Grußbach/Schönau Cukorgyár vásárolta meg. Előbbit 1963-ban, utóbbit 1968-ban selejtezték.

## Fordítás
- Ez a szócikk részben vagy egészben  a   kkStB 67 című német Wikipédia-szócikk fordításán alapul.  Az eredeti cikk szerkesztőit annak laptörténete sorolja fel. Ez a jelzés csupán a megfogalmazás eredetét és a szerzői jogokat jelzi, nem szolgál a cikkben szereplő információk forrásmegjelöléseként. Az eredeti szócikk forrásai szintén ott találhatóak.